# عبدالملک انور
عبدالملک انور سیاستمدار اهل افغانستان است. وی از مردمان تاجیک هست و در دوره ریاست جمهوری حامد کرزی وزیر احیا و انکشاف دهات بود. وی این منصب را از ۲۰۰۱ تا ۲۰۰۲ بر عهده داشت. وی در دوره تصدی این منصب در طی سفر به ایران پنج تفاهم‌نامه در مورد توسعه روستایی به امضا رسید.